# Нижнее Ольшаное
Нижнее Ольшаное — село в Должанском районе Орловской области России. Входит в состав Вышнего Ольшанского сельского поселения.

## География
Село находится на расстоянии 17 км к северо-востоку от посёлка городского типа Долгое, административного центра района, и 146 км к юго-востоку от города Орёл, административного центра области.

## Население
| 2002 | 2010 |
| ---- | ---- |
| 355  | ↘225 |

### Национальный состав
Согласно результатам переписи 2002 года, в национальной структуре населения русские составляли 98 % из 355 чел.

## Известные уроженцы
- Пикалов, Александр Михайлович (1923—1976) — советский военнослужащий, старший лейтенант, Герой Советского Союза.